# 霍洛德諾維德卡
49°48′59″N 23°54′36″E / 49.81639°N 23.91000°E
霍洛德諾維德卡（烏克蘭語：Холодновідка），是烏克蘭西部的村莊，隸屬利維夫州的利維夫區。該村面積0.5平方公里，海拔高度303米，2022年人口1266，人口密度每平方公里1,816人。